# 小行星8097
小行星8097（英語：8097 Yamanishi）是一颗围绕太阳公转的小行星。1993年9月12日，圓舘金、渡邊和郎在北见发现了此天体。
这颗小行星的绝对星等为147.30394等。